# Särkijärvi (Tampere, Hervanta)
Le Särkijärvi est un lac situé à Tampere dans la région de Pirkanmaa en Finlande,.

## Géographie
Le lac mesure 3,8 kilomètres de long, 1,3 kilomètre de large et couvre une superficie de 145 hectares. 
Le lac est de forme longue et il est orienté du sud-ouest au nord-est. 
À son extrémité nord-est se trouve une baie appelée Lahdesjärvi.
Le lac a deux îles et deux îlots. 
L'ile Lehtisaari mesure 60 mètres de long sur la rive sud et Pihtikanto mesure 80 mètres sur la rive nord du nord-est.